# 佐藤靖彦 (工学者)
佐藤 靖彦（さとう やすひこ）は、日本の工学者。専門は建設物設計工学、複合構造。早稲田大学理工学術院社会環境工学科教授。セメント協会論文賞等受賞。

## 人物・経歴
北海道室蘭栄高等学校を経て、1989年室蘭工業大学工学部土木工学科卒業。1991年北海道大学大学院工学研究科土木工学専攻博士前期課程修了。1994年北海道大学大学院工学研究科土木工学専攻博士後期課程修了、博士（工学）。角田與史雄研究室出身。学位請求論文は「連続繊維補強コンクリート部材のせん断耐力に関する研究」。
1994年北海道大学工学部助手。1995年論文「連続繊維補強材を有するコンクリートはりのせん断耐荷性状」でコンクリート工学会賞論文賞受賞。2005年北海道大学大学院工学研究科助教授。2007年北海道大学大学院工学研究科准教授。論文「凍結融解作用および塩化物イオンの浸透に伴うセメント硬化体特性の変化」により2013年度セメント協会論文賞受賞。
2018年早稲田大学理工学術院社会環境工学科教授、早稲田大学創造理工学部教授、早稲田大学大学院創造理工学研究科教授、早稲田大学理工学術院総合研究所兼任研究員、北海道大学大学院工学研究院客員教授。専門は設計工学、複合構造。土木学会論文集委員会副委員長、北海道土木技術会劣化したコンクリート構造物の構造性能評価研究小委員会委員長等も務めた。